# San Pascual (Kasztília és León)
San Pascual egy község Spanyolországban, Ávila tartományban. San Pascual Pajares de Adaja, Villanueva de Gómez, Hernansancho, El Oso, Cabizuela és El Bohodón községekkel határos. Lakosainak száma 45 fő (2024).

## Népesség
A település népessége az utóbbi években az alábbiak szerint változott:
| Lakosok száma | 53   | 49   | 52   | 52   | 48   | 49   | 43   | 44   | 43   | 45   |
|               | 2001 | 2004 | 2006 | 2009 | 2011 | 2014 | 2016 | 2019 | 2021 | 2024 |